# Friedmann Ábrahám
Friedmann Ábrahám (? – 1879. július 15.) az Erdélyi Nagyfejedelemség országos főrabbija 1846 májusától.

## Élete
Előzőleg az Arad megyei Simándon működött, és már 1845-ben V. Ferdinánd király születésnapján magyar nyelvű hitszónoklatot tartott, mely Egyházi Beszéd címen Aradon abban az évben nyomtatásban is megjelent.
Úttörő érdemei vannak a magyarosítás terén, s mint erdélyi főrabbi politikailag is komoly szerepet vállalt. Hivatalos okiratokon és pecsétjén „Erz. Rabbiner von Siebenbürgen” nevezte magát, noha a kiegyezéssel a Nagyfejedelemség megszűnt.